# Txelnókovo
Txelnókovo (en rus: Челноково) és un poble del krai de Krasnoiarsk, a Rússia, que en el cens del 2010 tenia 412 habitants. Pertany al districte de Beriózovka.